# 发生在1945年纳粹德国的大规模自杀

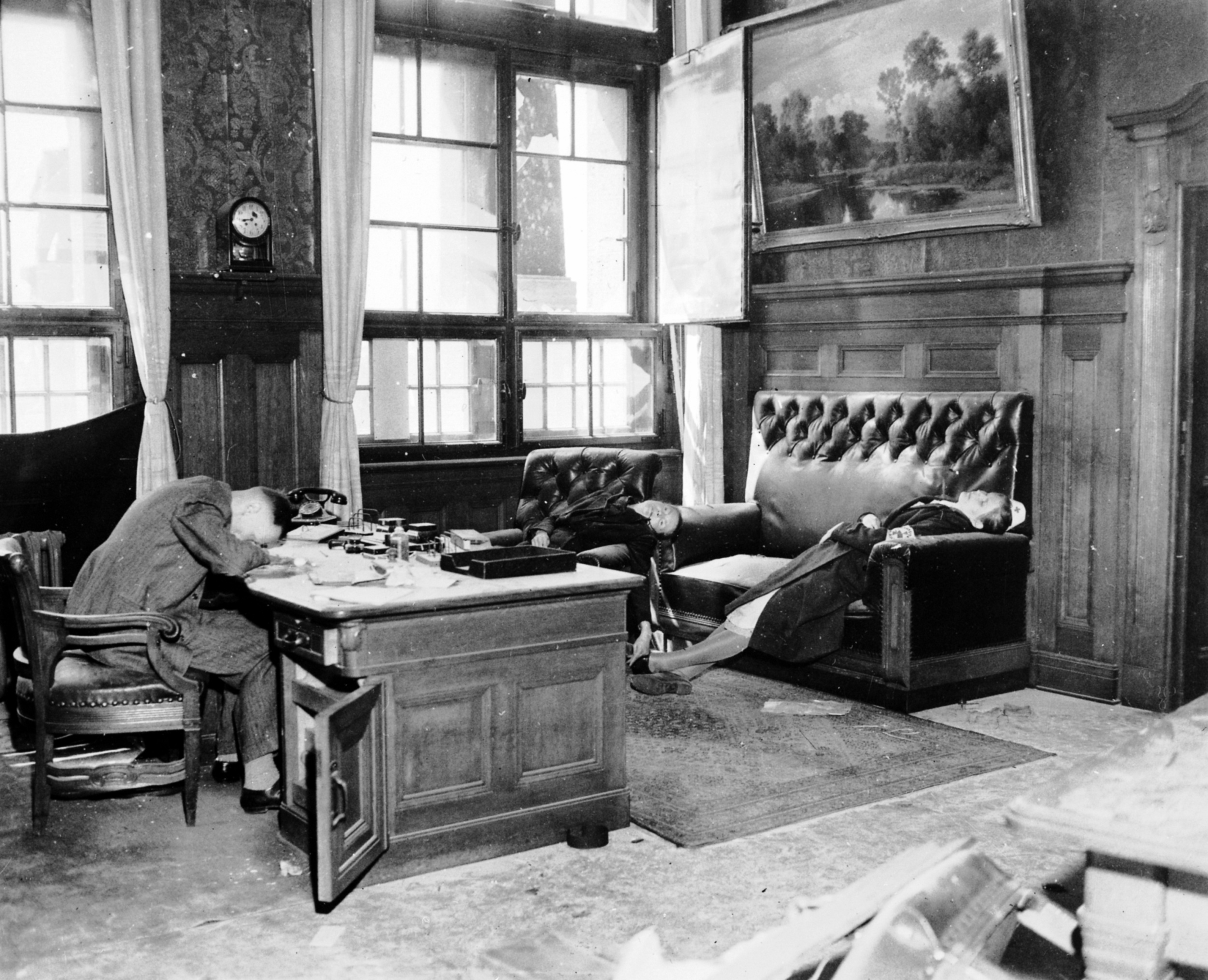
1945年4月20日，当美军进入莱比锡时，莱比锡副市长和他的妻子和女儿在莱比锡新市政厅自殺

在二战欧洲战场也就是納粹德國即將覆滅的最后几周里，德国上下很多平民、政府官员以及军事人员均用自杀的方式结束了生命。除了众所周知的纳粹黨政府高層如德國元首阿道夫·希特勒、約瑟夫·戈培爾、海因里希·希姆莱、菲力普·鮑赫勒以及马丁·鲍曼等人外，还有很多人宁可选择“Selbstmord”（德语，意为自我谋杀，self-murder）也不愿接受德国的战败。研究表明，这些自杀在一定程度上受到了纳粹黨宣传机器的影响（对希特勒本人自杀的回应），也有纳粹党自身信条的约束，还有可能是害怕在盟军占领德国后遭到报复。例如，在1945年4月，在苏联红军接近德国东部城市代明的72小时之内，就有至少1000名德国人自杀或是互杀。1945年，仅在柏林就发生了超过7000起自杀。
在1945年1月到5月期间，共有上千名德国人自杀，德国人的自杀事件能够被分为3个明显的阶段。《生活》杂志报道称：“在战争的最后，认识到彻底的失败已不可避免，很多德国人都难以接受这一事实。在失去了带给他们力量的刺刀和大话后，德国人已经无法面对他们的征服者，也无法直视自己的良心。”德国精神病专家Erich Menninger-Lerchenthal曾写道：“这种大规模的有组织自杀行为在此前的欧洲历史上从未有过……这种自杀与任何精神疾病都没有关系，也不涉及道德或智力异常，事实上，这一时期发生在德国的自杀行为大多与一连串的政治重大失败以及对承担责任的畏惧有关。”

## 概述

### 原因
有几个原因驱使着德国人在战争的最后几个月里自杀。首先，到了1945年，关于即将进入德国的苏军或西方盟军部队，纳粹宣传在一些德国人中制造了恐慌。納粹德國国民教育与宣传部制作的宣传片反复告诉观众为何德国绝不能投降，告诉他们如果战败投降，他们要面对的就是折磨、强奸和死亡的威胁。这些担忧并非毫无根据，因为的確有许多德国人被强奸。其次，很多纳粹党徒都遵循党的教条，对纳粹党保有无条件的忠诚，纳粹党的文化意识形态告诉他们，宁可死亡也不能在失败中苟活。最后，还有些人知道在战败后等待着他们的也不是什么好下场，所以选择先行自杀。根據1943年發表的《莫斯科宣言》，苏联人、美国人和英国人已经表明，所有被认定是战争罪犯的人将面臨审判。因此，很多纳粹党官员以及军事人员都因此意识到了他们将在战后为自己的战时行为付出代价。
自杀行为分为连续的三个波次：
- 第一阶段开始于1945年1月初，当时苏军已经把德军赶到了德国本土的東普魯士及西里西亞地区
- 第二阶段发生在1945年4月及5月，当时有许多纳粹党官员以及高级军事人员自杀。1945年4月的柏林，自杀行为出现的频率已达最高点，整个柏林戰役期间，柏林市共有3881人自杀。就在这个阶段中，元首阿道夫·希特勒和約瑟夫·戈培爾以及他们各自的妻子也选择了自杀。戈培尔的妻子玛格达·戈培尔还给她的孩子们服用了压碎的氰化物药片，她的孩子們最終全部死亡。
- 最后一个阶段发生在盟军接管德国之后，此時苏联士兵到處强奸和抢劫 [4] [5] [6]。

尽管每一桩自杀事件都有着独有的原因，但自杀事件呈波次发生，且规模巨大，这也能够说明恐惧和紧张是这些自杀事件的共有原因。同时还发生了很多全家自杀以及谋杀式自杀（murder-suicide，即互杀）事件，比如父母杀死所有孩子后再自杀。

### 方法

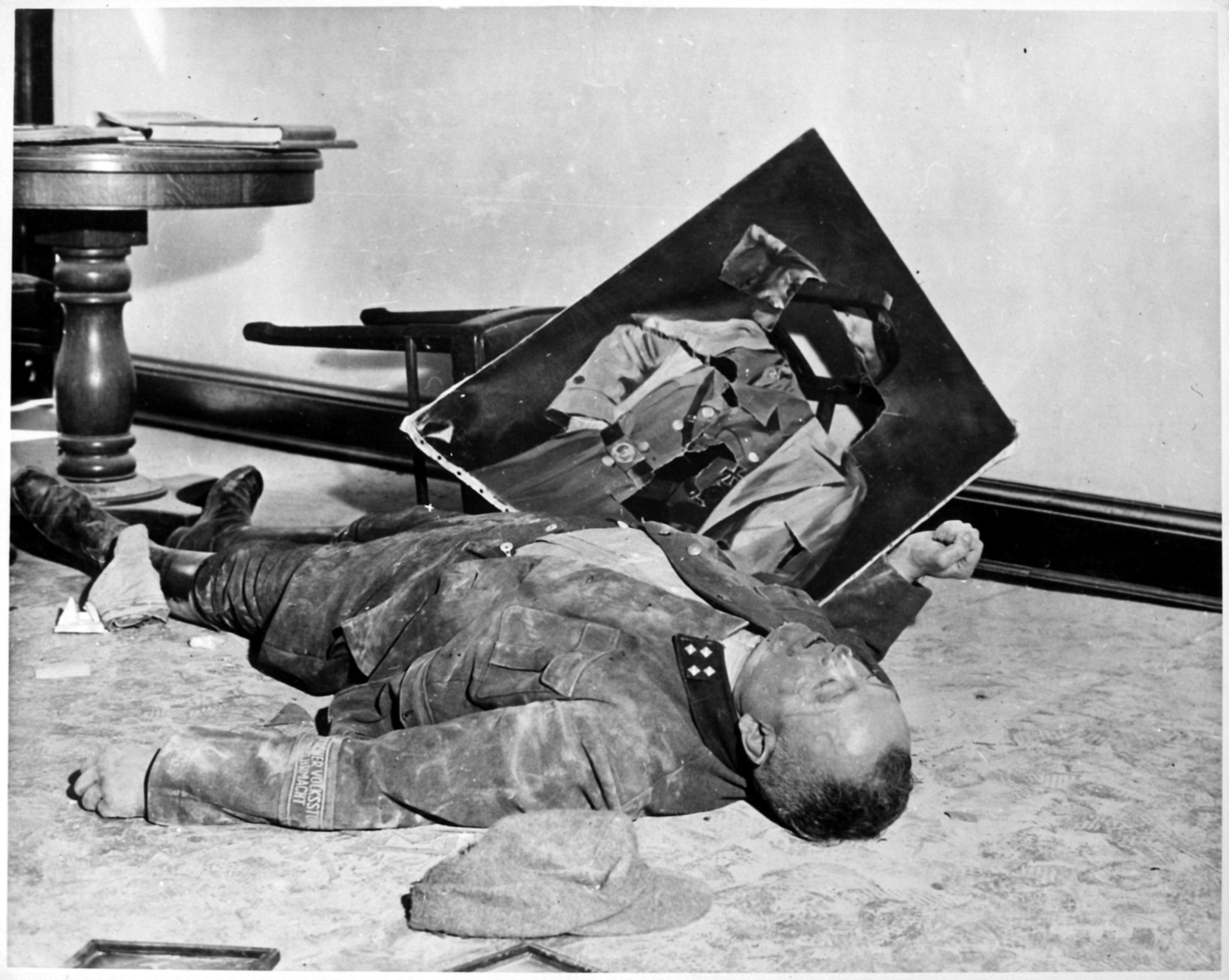
人民冲锋队的沃尔特·多尼科（Walter Dönicke）的尸体躺在一幅被撕毁的希特勒画像旁边。1945年4月19日，在盟军抵达前不久，多尼科在德国莱比锡的市政厅自杀。

用氰化物胶囊自杀是战争的最后阶段里最常见的自杀方式之一。1945年4月12日，在柏林爱乐乐团的最后一场演出中，希特拉青年團的成员们向观众们分发氰化物药片。在希特勒于元首地堡自杀之前，他让地堡中的所有成员都持有毒药胶囊。
1945年3月，英国人重新印刷了一份德文黑色宣传明信片（应该是由纳粹政府发布的），上面细致地介绍了最不痛苦地自缢方法。还有很多记录在档案中的文件，记录了父母先杀死自己的孩子然后再自杀的事情。
德国武装力量的成员一般都用武器来自杀。例如，党卫队高级集团领袖恩斯特-罗伯特·格拉维茨就用手榴弹杀死了自己及家人。德意志國防軍将军威廉·布格多夫以及漢斯·克雷布斯选择了用手枪射击头部自杀。挪威總督轄區总督约瑟夫·特博文则选择了在一座地堡中用50公斤的炸药把自己炸死。

### 自杀事件的数目及发生地点
在1945年的柏林有超过7000起有记载的自杀事件，但由于战后的混乱局面，实际的数量应该更高。其他发生过自杀事件的地点还有：
- 新勃兰登堡: 超过600起自杀[13]
- 布格施塔加德: 120起自杀[13]
- 新施特雷利茨: 681起自杀[13]
- 彭茨林: 230起自杀[13]
- 泰辛: 107起自杀[13]
- Vietzen和雷希林: 許多人投湖（米里茨湖）自盡[13]
- 泰特罗、居斯特罗、罗斯托克、巴特多伯兰: 每個地方都有數百起自殺[13]
- 马尔欣：超過500起自殺[13]
- 紹恩蘭克: 超過500起自殺[13]
- 施托尔: 超過1000起自殺[13]
- 倫堡: 超過600起自殺[13]
- 綠山城:超過500起自殺[13]
- 柏林: 4月和5月出現超過4000起自殺[13][14]

## 国家对自杀的鼓励
二战期间，纳粹的关键思想之一就是在接受失败之前自愿自杀。1939年波蘭戰役期间，希特勒就曾在德國國會大廈中的一次演讲中表示他宁可自杀也不会接受失败。他说：“我现在就是德意志帝国的排头兵。因此我已经穿上了那件对我来说既神圣又亲切的短袍。不到成功之日，我不会脱下它。”
当德国的战败已成定局时，德国的納粹黨政府领导人们（包括戈培爾和希特勒）就开始公开谈论自杀这个选择。1944年8月30日，希特勒在一次军事简报上宣称：“自杀只需短短一秒，之后一个人就能获得一切的救赎、平静以及永久的安宁。”  很多纳粹主义意识形态以及纳粹党的支持者开始传播納粹黨即将灭亡的消息，并准备为之殉葬。在被纳粹宣传机器洗脑多年之后，很多德国人也认为自杀是他们的唯一出路。
据说，对突然死亡的美化应该始于一战后纳粹党奋力夺权的过程中，其间一些纳粹党活动家如霍斯特·威塞尔等人就早早付出了生命。同理，纳粹领导人的自杀也被美化为英雄般的牺牲。在1945年2月28日的一次电台演讲（在德国国内于3月1日见报）中，约瑟夫·戈培尔向公众宣称，如果德国战败，他将会像小加图那样“心甘情愿地放弃自己的生命”。同年3月28日，纳粹党喉舌报纸《人民观察家报》发表了一篇题为《用生命去冒险》的文章，作者Wilhelm Pleyer在文中号召德国人民战斗到死。
1944年末，纳粹黨宣传开始报道苏联人制造的万人坑以及其他由内务人民委员部或是红军犯下的暴行，这样一来德国国内的自杀倾向更加严重了。1945年2月，德国人在捷克领土上发放的一份传单警告德国人“布尔什维克杀人犯团伙”的胜利将会导致“难以置信的仇恨、劫掠、饥饿、枪杀、驱逐以及灭绝”。并呼吁德国男人们应该“在布尔什维克疯狗的亵渎和屠杀之下将德国妇女和女孩拯救出来”。纳粹黨宣传机器将“苏维埃布尔什维克们”描绘成非人的怪物，在德国人中制造了恐慌，进而导致了德国东部地区的大规模自杀的出现。波美拉尼亞地区紹恩蘭克的一名女性职员回忆道：“出于对那些来自东方的禽兽的恐惧，很多紹恩蘭克的市民选择了自杀（大约有500人）。有很多家庭全家都自杀了。”对苏联占领德国的恐惧已经非常巨大，以至于一些住在离苏军前线很远的地方的人也选择了自杀，比如一名住在汉堡的养老金领取者就害怕遭受苏军的暴行而自杀了。同时，苏联军队的所作所为也是导致德国人大规模自杀的一个因素，很多德国人因为害怕被强奸或是在被强奸后感到羞耻而自杀。另外，很多德国人不得不生活在战区的残垣断壁之间，感到沮丧与压抑，大量自杀事件也因此发生。

## 重要人物的自杀

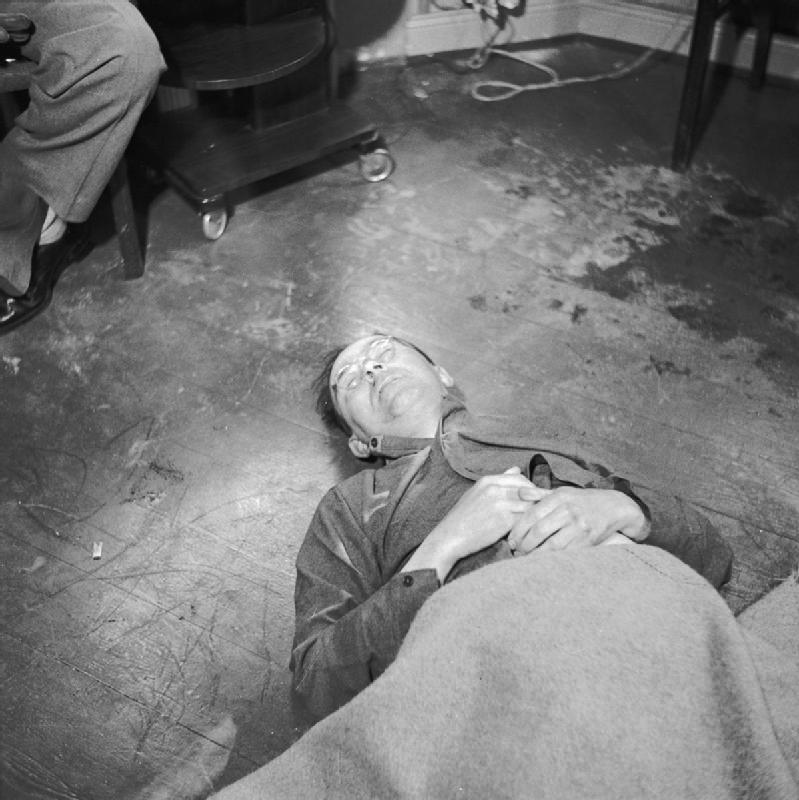
1945年，海因里希·希姆莱在盟军关押期间服毒自杀后的尸体

在战争的最后，很多纳粹高官、纳粹追随者以及武装力量成员选择了自杀。还有一些人则在被俘后自杀。纳粹德国高官自杀名单中涵盖了从1926到1945年期间自杀的纳粹军政要员，其中纳粹党地区领袖（共41人）中有8人自杀，党卫军及警察领袖（共47人）中有7人自杀，554名陸軍将军中有53人自杀，98名空军将军中有14人自杀，53名海军将军中有11人自杀。另外，职位相对较低的官员中的自杀人数则难以获知。